# Клейтон, Джон (ботаник)
Джон Кле́йтон (англ. John Clayton; около 1686 — 15 декабря 1773) — британский колониальный ботаник.

## Биография
Джон Клейтон родился в Фулеме между 1685 и 1694 годами в Фулеме в семье барристера Джона Клейтона и Люси Клейтон. Около 1705 года вместе с отцом отправился в Виргинию, однако для получения образования вернулся в Лондон. По некоторым данным, учился в Итонском колледже и Кембриджском университете. Между 1715 и 1720 снова уехал в Виргинию. В 1722 году Клейтон был назначен первым клерком округа Глостер.
Клейтон был достаточно богатым землевладельцем и плантатором, в своём имении Виндзор он создал свой собственный ботанический сад. Отец Джона и сам Клейтон были друзьями известного писателя и плантатора Уильяма Бэрда (1674—1744), основателя города Ричмонд. Клейтон вёл переписку со многими европейскими и североамериканскими ботаниками, в том числе Марком Кейтсби, Карлом Линнеем, Яном Фредериком Гроновиусом, Александром Гарденом, Питером Коллинсоном, Пером Кальмом, Джоном Бартрамом и другими.
С 1723 года Джон Клейтон был женат на Элизабет Уайтинг, у них было 8 детей.
В конце 1730-х годов Клейтон подготовил каталог растений Виргинии, классифицировав их по системе Джона Рэя. Он отправил его Гроновиусу, который переработал его согласно системе Линнея и, без согласования с Клейтоном, в 1739 и 1742 годах издал двухтомную книгу с описаниями около 900 видов. В 1757 году Клейтон самостоятельно преобразовал и существенно расширил свой каталог, после чего отправил его Коллинсону для редактирования и издания. Однако в 1762 году Гроновиус выпустил второе издание своей «Флоры Виргинии», когда более полный каталог Клейтона к тому времени не был завершён. По совету Коллинсона Клейтон стал искать издателя в Америке, однако безуспешно.
15 декабря 1773 года (по другим данным, осенью 1774 года) Джон Клейтон скончался.

## Роды растений, названные в честь Дж. Клейтона
- Claytonia [Gronov.] L., 1753